# 本田恵子
本田 恵子（ほんだ けいこ、本名：非公開、1962年〈昭和37年〉3月10日 - ）は、日本の漫画家。岐阜県岐阜市生まれ。県立岐山高校卒業、愛知県立大学文学部児童教育学科中退。血液型O型。現在は、静岡県伊東市在住。

## 来歴
高校3年の夏に初投稿した作品が「りぼん新人漫画賞佳作」を受賞し、翌1980年、大学在学中に『りぼん 11月大増刊』（集英社）にその受賞作『秋の日にはWith You』が掲載されデビューを果たす。その後は『りぼん』本誌に短編作品を次々と発表。
1983年に発表された初連載作品『月の夜 星の朝』は、同時期に連載されていた『ときめきトゥナイト』（池野恋）と並ぶ大ヒットとなり、実写映画化もされた。
1988年、リニューアル創刊された『マーガレット』（集英社）に移籍。『虹と真珠たちへ』、『お江戸はねむれない!』などを次々と発表。
編集委員会の委員長を石ノ森章太郎が務めた『日本漫画家名鑑500』にて、『虹と真珠たちへ』5巻・『月の夜 星の朝』8巻・『夢だらけのエンゼル』後編・『おきゃんでゴメン』後編の4作品の書影を代表作として掲載。
またp.806のほぼ1頁分に当たる作品イラストには、時代劇『お江戸はねむれない!』単行本第2巻p.78 の看病していた怪我人で元陰間の月也に対し、薄雲が啖呵をきる場面が採用されている（1992時点）。
初期代表作続編の『月の夜 星の朝35ans（）』を『office YOU』（創美社）で2009年から2012年まで連載した後、引き続き同誌（集英社クリエイティブ）にて『月の夜 星の朝D.S.（）』を2013年より2014年まで連載。
『JOURすてきな主婦たち』（双葉社）にも作品を発表している。

## 作品リスト
- 朝焼け坂ロック　※初単行本[10]
- ワン☆キッス
- 月の夜 星の朝（全8巻）
- 夢だらけのエンゼル（前・後）
- おきゃんでゴメン（前・後）
- ガールの法則
- 12光年のMOTOKO
- 虹と真珠たちへ（全6巻）
- シナモンリング星雲
- ビビデ・バビデ・ラブ（全2巻）
- お江戸はねむれない!-菊組天下御免-（全5巻）
- ルージュ-ROUGE-（全2巻）
- 地平線まで
- 天使の惑星
- また会う約束
- きみがドレスを脱ぐ前に
- ウエディング・イブ
- ママは女子大生（ハーレクイン）
- サニー・サイド・アップ
- 雨にぬれても
- つんつん月子（全2巻）
- バージンロード渋滞情報
- 13月の花束
- 本田恵子 THE BEST
- さら・さら・ゆくよ（全2巻）
- 最後のアバンチュール（ハーレクイン）
- 堕ちていく（原作：小池真理子）
- 月の夜 星の朝35ans（全6巻）
- 桔梗花 想い花
- 3月のカレンダーに
- ことり・かたり（全2巻）
- 大奥～本田恵子のお蔵出し1〜
- 海猫～本田恵子のお蔵出し2〜
- ひまわりと子犬の7日間
- マイ・リトル・シンデレラ
- 月の夜 星の朝D.C.（全2巻）
- ぼくらは妻を愛してる（全3巻）
- 朝焼けにシャツを濡らして
- 今、きみを救いたい【『月刊JOUR』2018年3月号 - 連載中】（2025年3月時点：既刊1〜3巻 / 4巻以降は電子書籍版のみ・4巻〜23巻[11] / ※初出のタイトル「エタニティ・ブルー」を改題[12][13]）

集英社漫画文庫
- 月の夜 星の朝（全4巻）
- 虹と真珠たちへ（全4巻）
- お江戸はねむれない!-菊組天下御免-（全3巻）

### アンソロジー
- 東日本大震災チャリティー漫画本 PARTY! SORA[注 4][14]（2011年8月5日発売[15]、メディアパル、ISBN 978-4-89610-202-4）
  - お江戸はねむれない!〜不夜城吉原のラビリンス〜[16]